# 漢四郡
漢四郡（かんのしぐん）は、朝鮮半島の中・西北部にあった衛氏朝鮮を滅ぼした前漢の武帝が紀元前108年に設置した楽浪郡・真番郡・臨屯郡、紀元前107年に設置した玄菟郡の総称である。各郡の位置については諸説ある。朝鮮四郡（ちょうせんしぐん）ともいう。

## 概要
前108年に衛氏朝鮮を滅ぼした漢の武帝はその故地に楽浪郡を設置し、衛氏朝鮮に服属していた真番国・臨屯国の地に真番郡・臨屯郡を置いた。更に翌年には沃沮から高句麗にかけての地に玄菟郡を置いた。楽浪郡は平壌を中心とした地域に、臨屯郡は楽浪郡の東、朝鮮半島の東海岸に、玄菟郡は鴨緑江流域から日本海の沿岸部にかけての地域に置かれていた。真番郡の場所は正確にはわかっていないが、朝鮮半島南部のどこか、恐らくは西海岸に置かれたであろうと考えられている。
中国王朝は313年までおよそ400年もの間、朝鮮半島中部・北部を郡県により直接支配し、また朝鮮半島南部に対して間接統制を行った。漢四郡に先立って、紀元前128年に漢は蒼海郡を置いたが、紀元前126年に廃止した。漢四郡のうち、真番郡と臨屯郡は早く廃され、玄菟郡は朝鮮半島から西に移ったが、204年には朝鮮半島に新たに帯方郡が置かれた。楽浪郡と帯方郡は313年まで存続した。紀元前107年に設置され、高句麗の攻撃により征服された。
楽浪郡には漢人豪族である王調が太守を殺害して「大将軍楽浪太守」を自称したように、郡県統治に抵抗する勢力も発生していた。一方、この王調を殺害した王閎は八代祖先が山東半島からの移住者であり、この王調や王閎の他にも王光や王旴などのように楽浪郡治に土着化した漢人勢力一族がいた。高句麗が楽浪郡を征服した後、漢人の記録は正史に記録されていない。高句麗が漢四郡と遼東を征服した後、遼東と楽浪、大方郡には漢族は断絶し、漢族式墓が発見されない。 その後、高句麗の積石塚だけ発見されるようになる。

## 年表
- 紀元前128年 - 漢が蒼海郡を設置。
- 紀元前126年 - 漢が蒼海郡を廃止。
- 紀元前108年 - 漢が、衛氏朝鮮を滅ぼし、漢四郡（楽浪郡、真番郡、臨屯郡、玄菟郡）を置く。
- 紀元前82年 - 真番郡、臨屯郡を廃する。
- 紀元前75年 - 玄菟郡を西に移し、半島には楽浪郡だけとなる。
- 204年 - 公孫氏が帯方郡を置く。
- 238年 - 魏が公孫氏を滅ぼし、帯方郡を支配。
- 313年 - 高句麗が楽浪郡を滅ぼし、帯方郡も滅びる。